# الگاتو
الگاتو (انگلیسی: Elgato) شرکت الکترونیک آلمانی است، که در سال ۲۰۱۰ تأسیس شد.